# Šatorské jezero
Šatorské jezero (bosensky Šatorsko jezero) je jezero v západní části Bosny a Hercegoviny. Nachází se pod nejvyšším vrcholem horského masivu Šator, podle něhož má i svůj název.
Jezero je ledovcového původu. Nachází se v nadmořské výšce 1488 m. Ze severní, východní a jižní strany jej obklopují vrcholy Velkého a Malého Šatoru a Babiny Gredy. Svahy, které směřují k jezeru pokrývá většinou kleč a na jejich severním okraji se vyskytuje také Protěž alpská.
Několik metrů od jezera se jihozápadně od něj nachází Šatorský pramen; na severovýchodní straně poté jezero odtéká, do údolí, díky čemuž si udržuje stále stejnou hladinu vody po téměř celý rok. Z jezera vytéká Šatorský potok a později řeka Unac.
Samo jezero je široké 120 m, dlouhé 280 m a ve své centrální části dosahuje hloubky 6 metrů. Letní teplota vody se pohybuje okolo 17 °C, voda, která do jezera vyvěrá má teplotu okolo šesti stupňů. Od prosince do dubna je většinou zamrzlé a led může dosahovat až tloušťky 70 cm. Průzračnost jezera je až do hloubky čtyř metrů. Na dně jezera roste celá řada různých druhů řas a dalších podvodních rostlin.
Jezero je veřejnosti přístupné ve směru od měst Bosansko Grahovo a Livno. Patří mezi hlavní turisticky navštěvovaná místa v pohoří Šator.